# Pava Jurković Katanov
Pava Jurković Katanov je hrvatski književnik iz Vojvodine.
Autor je romana i putopisa.

## Djela
- Od bačkih ravni do zračnih visina, Letač, Zagreb, 2001.
- Putositnicama Gackom, Grčkom, Aljaskom, Putopisi., Otočac, Katedra Čakavskog sabora pokrajine Gacke, 2005.

## Vanjske poveznice
- Hrvatska riječ  Arhivirana inačica izvorne stranice od 2. kolovoza 2012. (Wayback Machine) Roman u književnosti vojvođanskih Hrvata, 13. veljače 2009.